# Atlajco, Hidalgo
Atlajco är en ort i Mexiko.   Den ligger i kommunen Atlapexco och delstaten Hidalgo, i den sydöstra delen av landet, 190 km norr om huvudstaden Mexico City. Atlajco ligger 254 meter över havet och antalet invånare är 290.
Terrängen runt Atlajco är kuperad. Runt Atlajco är det ganska tätbefolkat, med 96 invånare per kvadratkilometer. Närmaste större samhälle är Huejutla de Reyes, 17,0 km norr om Atlajco. I omgivningarna runt Atlajco växer i huvudsak städsegrön lövskog.